# Alòs de Balaguer
Alòs de Balaguer (nom officiel en catalan) ou Alós de Balaguer (en espagnol) est une commune de la province de Lérida, en Catalogne, en Espagne, de la comarque de Noguera